# Чемпіонат Греції з баскетболу
Чемпіонат Греції з баскетболу серед чоловіків (грец. Ελληνικό πρωτάθλημα καλαθοσφαίρισης ανδρών), або А1-Етнікі — першість Греції з баскетболу, заснована 1927 року. Проводиться під егідою Грецької федерації баскетболу.
В турнірі бере участь 12 команд, проводиться з жовтня по червень, при цьому команди грають по 22 гри протягом регулярного сезону, а 8 найкращих команд змагаються в плей-оф. Перший офіційний чемпіонат Греції з баскетболу відбувся у сезоні 1927 — 28. Національним чемпіонат став у сезоні 1963–64. Ліга вперше провела раунд плей-оф у сезоні 1986 — 87.

## Назви
- 1927–28 до 1962–63:  Панеллінський чемпіонат
- 1963–64 до 1985–86:  Альфа (A) Національна категорія
- 1986–87 до 1991–92:  Альфа1 (A1) Національна категорія
- 1992–93 до 2011–12:  А1 Етнікі (A1)
- 2012–13 до сьогодні:  Грецька баскетбольна ліга

## Історія
Баскетбол вперше потрапив до Греції в 1919 році. Перший чемпіонат Греції з баскетболу відбувся в сезоні 1927–28, розпочався перший повністю організований чемпіонат Греції з баскетболу.
Спочатку ліга була організована Грецькою аматорською спортивною асоціацією (SEGAS). Було чотири різні епохи офіційних чемпіонатів. Першою епохою став Панеллінський чемпіонат (Πανελλήνιο Πρωτάθλημα), який тривав з сезонів 1927–28 по 1962–63, коли чемпіони кожного обласного округу грали між собою, щоб вирішити чемпіона Греції. Друга ера розпочалася в сезоні 1963–64, коли була заснована Національна категорія A (Α 'Εθνική Κατηγορία), або Альфа Національна категорія.
У 1969 році Грецька федерація баскетболу (EOK) взяла на себе обов'язок контролю за змаганнями і виконувала цю роль до 1992 року. Третя ера чемпіонату існувала між сезонами 1986–87 та 1991–92, тоді перший дивізіон отримав назву Національна категорія А1 (Α1 Εθνική Κατηγορία), з регулярним сезоном та плей-офф, а другий дивізіон -Національна категорія А2 (Α2 Εθνική Κατηγορία). Сезон 1988–89 років став першим, коли командам Грецької баскетбольної ліги було дозволено мати в складі іноземних гравців.
Четверта ера чемпіонату розпочалася в сезоні 1992–93 років, коли Асоціація баскетбольних клубів Греції (HEBA) взяла проведення турніру під власний контроль та змінила назву чемпіонату на HEBA A1 (ΕΣΑΚΕ Α1).
Ліга має кілька європейських легендарних баскетбольних команд, які внесли вагомий внесок в розвиток та популяризацію баскетболу в Європі, серед них Панатінаїкос, Олімпіакос Пірей та АЕК, команди мали великий успіх у 1960-х, та є трьома найуспішнішими європейськими баскетбольними клубами усіх часів.
Аріс був домінуючим грецьким клубом та однією з найпотужніших європейських команд у 1980-х. Іншими клубами, які мали значний успіх протягом історії грецького баскетболу, а також успіху в європейському баскетболі, є також ПАОК та Панеллініос.
У фіналі А1 сезону 2009—2010 Олімпіакос зустрівся із Панатінаїкосом. Через зіткнення фанатів на трибунах четверту фінальну зустріч грецької першості зупинили за хвилину до кінця. Фанати Олімпіакоса намагались прорватися на арену, їх зупинив загін спецпризначення за допомогою сльозогінного газу. Під час матчу на майданчик неодноразово летіли димові шашки та петарди. У суддівську бригаду мало не потрапила сигнальна ракета. Зрештою арбітри зупинили зустріч за рахунку 50:42, і оскільки «Панатінаїкос» до цього матчу вів в серії 2-1, клуб визнали чемпіоном Греції.
Починаючи з сезону 2010–11 турнір було переіменовано на Грецьку баскетбольну лігу (Ελληνική Μπάσκετ Λιγκ).
В сезоні 2019—2020 років проведення турніру було призупинено через пандемію коронавірусу. В подальшому федерація баскетболу Греції не відновлювала змагання, та визнала команду Панатінайкос переможцем турніру, оскільки команда займала перше місце в таблиці на момент призупинення ігор.
Незважаючи на те, що чемпіонат проводився 83 рази (до 2023 року), виграли його дев'ять різних клубів. Найбільш титулованим клубом на данний час є Панатінайкос, який 39 разів ставав переможцем турніру. З моменту заснування Альфа-Національної категорії у сезоні 1963–64 у кожному сезоні змагань брали участь лише дві команди — «Панатінаїкос» та «Аріс».

## Регламент турніру
Чемпіонат в його нинішній формі організовується з сезону 1992–93 років Асоціацією баскетбольних клубів Греції (HEBA) під керівництвом Грецької федерації баскетболу. Повністю професійні грецькі баскетбольні клуби змагаються в чемпіонаті першого дивізіону, який часто називають «А1», в ньому бере участь  12 команд. Також існує чемпіонат другого дивізіону професійного рівня, яка називається «А2», в турнірі бере участь 16 команд. Дві команди, які займають останню та передостанню позиції за підсумками сезону в першому дивізіоні переводяться в другий дивізіон.  А дві кращі команди другого дивізіону отримують підвищення.

### Вимоги до клубів та спортивних арен
Для того, щоб брати участь у грецькій Баскетбольній лізі, клуби повинні інвестувати мінімум 1 мільйон євро на операційні видатки клубу за сезон. Мінімальний бюджет клубу на сезон становить 800 000 євро, і кожен клуб також повинен інвестувати 200 000 євро у фонд ліги, який гарантує, що гравці отримують повну зарплату. Більшість клубів ліги інвестують більше, ніж мінімальні вимоги в кожному сезоні.
В даний час клуби грецької баскетбольної ліги повинні проводити домашні ігри на аренах місткістю не менше 2000 чоловік. Деякі клуби мають по дві арени. Одна використовується для внутрішніх ігор Грецької ліги, а друга для участі у загальноєвропейських турнірах.
Грецькі клуби, які виступають у загальноєвропейських змаганнях, таких як Євроліга, Єврокубок або Ліга чемпіонів ФІБА, повинні проводити домашні матчі на аренах, які відповідають стандартам арени цих ліг. Це наразі мінімум 5000 місць для Євроліги та мінімум 3000 місць для Єврокубка та Ліги чемпіонів ФІБА. Хоча правило мінімальних місць у Лізі чемпіонів ФІБА може бути відмінено для команди, після відповідного рішення ліги.

### Правила щодо легіонерів
Командам Грецької баскетбольної ліги вперше було дозволено мати іноземних (негрецьких) гравців у своїх складах у сезоні 1988–89 років.
Згідно з чинними правилами, команди грецької Баскетбольної ліги повинні мати принаймні 6 грецьких гравців у своєму ігровому складі з 12 можливих. Немає обмежень щодо кількості іноземних гравців за країною походження. Це означає, що, наприклад, будь-яка команда в лізі може підписати до 6 американських гравців, або до 6 канадських гравців, або до 6 гравців з європейських країн тощо.

## Чемпіони
- 1927—28 Іракліс
- 1928—29 Панеллініос
- 1929—30 Аріс
- 1930—34 не проводився
- 1934—35 Іракліс
- 1935—36 Близький схід
- 1936—37 Афінський університет
- 1937—38 не проводився
- 1938—39 Панеллініос
- 1939—40 Панеллініос
- 1940—45 не проводився через Другу світову війну
- 1945—46 Панатінаїкос
- 1946—47 Панатінаїкос
- 1947—48 не проводився
- 1948—49 Олімпіакос Пірей
- 1949—50 Панатінаїкос
- 1950—51 Панатінаїкос
- 1951—52 не проводився
- 1952—53 Панеллініос
- 1953—54 Панатінаїкос
- 1954—55 Панеллініос
- 1955—56 не проводився
- 1956—57 Панеллініос
- 1957—58 АЕК
- 1958—59 ПАОК
- 1959—60 Олімпіакос Пірей
- 1960—61 Панатінаїкос
- 1961—62 Панатінаїкос
- 1962—63 АЕК
- 1963—64 АЕК
- 1964—65 АЕК
- 1965—66 АЕК
- 1966—67 Панатінаїкос
- 1967—68 АЕК
- 1968—69 Панатінаїкос
- 1969—70 АЕК
- 1970—71 Панатінаїкос
- 1971—72 Панатінаїкос
- 1972—73 Панатінаїкос
- 1973—74 Панатінаїкос
- 1974—75 Панатінаїкос
- 1975—76 Олімпіакос Пірей
- 1976—77 Панатінаїкос
- 1977—78 Олімпіакос Пірей
- 1978—79 Аріс
- 1979—80 Панатінаїкос
- 1980—81 Панатінаїкос
- 1981—82 Панатінаїкос
- 1982—83 Аріс
- 1983—84 Панатінаїкос
- 1984—85 Аріс
- 1985—86 Аріс
- 1986—87 Аріс
- 1987—88 Аріс
- 1988—89 Аріс
- 1989—90 Аріс
- 1990—91 Аріс
- 1991—92 ПАОК
- 1992—93 Олімпіакос Пірей
- 1993—94 Олімпіакос Пірей
- 1994—95 Олімпіакос Пірей
- 1995—96 Олімпіакос Пірей
- 1996—97 Олімпіакос Пірей
- 1997—98 Панатінаїкос
- 1998—99 Панатінаїкос
- 1999—00 Панатінаїкос
- 2000—01 Панатінаїкос
- 2001—02 АЕК
- 2002—03 Панатінаїкос
- 2003—04 Панатінаїкос
- 2004—05 Панатінаїкос
- 2005—06 Панатінаїкос
- 2006—07 Панатінаїкос
- 2007—08 Панатінаїкос
- 2008—09 Панатінаїкос
- 2009—10 Панатінаїкос[5]
- 2010—11 Панатінаїкос
- 2011—12 Олімпіакос Пірей
- 2012—13 Панатінаїкос
- 2013—14 Панатінаїкос
- 2014—15 Олімпіакос Пірей
- 2015—16 Олімпіакос Пірей
- 2016—17 Панатінаїкос
- 2017—18 Панатінаїкос
- 2018—19 Панатінаїкос
- 2019—20 Панатінаїкос[6]
- 2020—21 Панатінаїкос
- 2021—22 Олімпіакос Пірей
- 2022—23 Олімпіакос Пірей
- 2023—24 Панатінаїкос
- 2024—25 Олімпіакос Пірей

## Клуби за чемпіонством
| Титули | Клуб                  | Роки |
| ------ | --------------------- | --- |
| 40     | Панатінаїкос          | 1945–46, 1946–47, 1949–50, 1950–51, 1953–54, 1960–61, 1961–62, 1966–67, 1968–69, 1970–71, 1971–72, 1972–73, 1973–74, 1974–75, 1976–77, 1979–80, 1980–81, 1981–82, 1983–84, 1997–98, 1998–99, 1999–00, 2000–01, 2002–03, 2003–04, 2004–05, 2005–06, 2006–07, 2007–08, 2008–09, 2009–10, 2010–11, 2012–13, 2013–14, 2016–17, 2017–18, 2018–19, 2019–20, 2020–21, 2023–24 |
| 15     | Олімпіакос Пірей      | 1948–49, 1959–60, 1975–76, 1977–78, 1992–93, 1993–94, 1994–95, 1995–96, 1996–97, 2011–12, 2014–15, 2015–16, 2021–22, 2022–23, 2024–25 |
| 10     | Аріс                  | 1929–30, 1978–79, 1982–83, 1984–85, 1985–86, 1986–87, 1987–88, 1988–89, 1989–90, 1990–91 |
| 8      | АЕК                   | 1957–58, 1962–63, 1963–64, 1964–65, 1965–66, 1967–68, 1969–70, 2001–02 |
| 6      | Панеллініос           | 1928–29, 1938–39, 1939–40, 1952–53, 1954–55, 1956–57 |
| 2      | Іракліс               | 1927–28, 1934–35 |
| 2      | ПАОК                  | 1958–59, 1991–92 |
| 1      | Близький схід         | 1935–36 |
| 1      | Афінський Університет | 1936–37 |